# BBC Two Wales
BBC Two Wales — британский телеканал, региональное отделение BBC Two в Уэльсе. Осуществляет вещание из Дома вещания в Кардиффе.

## Краткая история
Вещает с 1964 года, как и BBC Two. С 5 ноября 2001 по 2 января 2009 под названием BBC Two Wales функционировал аналоговый телеканал, а цифровое вещание осуществлял вне его эфирного времени телеканал BBC 2W. После прекращения аналогового вещания цифровое вещание началось на BBC Two Wales.

## Сетка вещания
Сетка вещания телеканала состоит из основных программ BBC Two и местных программ. Расписание зачастую не совпадает с BBC Two: за счёт показа местных телепрограмм, ориентированных только на аудиторию из Уэльса, основные передачи могут выходить или позже, или вовсе не выходить в эфир.

## Доступность
Телеканал доступен на всех телевизионных платформах под номером 2 или 102. Доступно спутниковое, кабельное и цифровое вещание. Программы, показываемые только в валлийской службе, повторяются в Великобритании в течение недели, а также показываются при помощи службы BBC iPlayer.